# Shaoang Liu
Shaoang Liu (n. 13 martie 1998, Budapesta, Ungaria) este un sportiv ce a reprezentat Ungaria, medaliat olimpic. A participat la 2 ediții ale Jocurilor Olimpice (2018, 2022) în care a câștigat o medalie de aur și două medalii de bronz.